# La legge del mitra
La legge del mitra (Machine-Gun Kelly o Machine Gun Kelly) è un film d'azione statunitense del 1958 diretto da Roger Corman e basato sulla vita del criminale George R. Kelly, detto anche Machine Gun, attivo durante il proibizionismo.

## Trama
Negli Stati Uniti del 1935, in un'America che si sta ancora riprendendo dal proibizionismo, il gangster George "Machine Gun" Kelly costruisce rapidamente la propria reputazione grazie alla sua straordinaria abilità nell'uso del mitra Thompson. Al fianco della spietata e ambiziosa Flo Becker, Kelly guida una banda specializzata in rapine in banca, portando a termine colpi sempre più audaci che gli permettono di accumulare un'enorme fortuna. Nonostante la facciata dura e minacciosa, George Kelly è un uomo tormentato da paure profonde, superstizioni e da un terrore costante della morte. È proprio Flo, donna di carattere forte e manipolatrice, a tenerlo sotto controllo, spingendolo a compiere azioni sempre più rischiose. Tra i membri della sua banda figurano Michael Fandango, il fidato ma sfortunato complice che perde un braccio durante una rapina andata male, e Apple, altro elemento della cerchia criminale.
Dopo il ferimento di Fandango, i rapporti all'interno del gruppo iniziano a deteriorarsi. Flo, assetata di denaro e prestigio, convince Kelly a compiere un gesto disperato: il rapimento di Sherryl Vito, figlia di un facoltoso uomo d'affari, Andrew Vito. Il sequestro viene pianificato nei minimi dettagli e, con la complicità della governante Lynn Grayson, la bambina viene nascosta in un appartamento isolato. Tuttavia, l’operazione si rivela più complicata del previsto: tra pressioni interne, la tensione crescente e il rimorso che inizia a logorarlo, Kelly mostra sempre più la propria fragilità. Flo continua a mantenere la lucidità, pianificando ogni mossa e tentando di reprimere le insicurezze dell'amante. Al contrario, Kelly, consumato dalle sue paure e sotto assedio dalle forze dell'ordine guidate dai detective Clinton e Drummond, si trova ad affrontare le proprie debolezze più profonde. La situazione precipita rapidamente e il destino di Kelly e Flo pare segnato, mentre il cerchio attorno a loro si stringe inesorabilmente.

## Produzione
Il film fu prodotto dalla American International Pictures e dalla El Monte Productions  e diretto e prodotto nel 1958 dal regista Roger Corman con un budget stimato in 100.000 dollari. Inizialmente per il ruolo del protagonista Corman aveva scritturato Dick Miller, che aveva lavorato con lui regolarmente negli anni precedenti, ma lo sceneggiatore R. Wright Campbell riuscì ad assegnare il ruolo al fratello William Campbell. Per evitare discussioni, Corman decise di dare il ruolo a Charles Bronson. Il film è il primo in cui Bronson, allora trentaseienne, interpreta un ruolo da protagonista. Le riprese furono completate in soli otto giorni.

## Distribuzione
Il film fu distribuito negli Stati Uniti in modalità double features (due film, al cinema o nei drive in, al prezzo di uno) insieme a Femmina e mitra (The Bonnie Parker Story).

### Date di uscita
Alcune delle uscite internazionali sono state:
- maggio 1958 negli Stati Uniti (Machine-Gun Kelly)
- 13 febbraio 1959 in Germania Ovest (Das Raubtier)
- giugno 1959 in Austria (Das Raubtier)
- 6 aprile 1960 in Giappone
- 21 luglio 1969 in Svezia
- 23 luglio 1971 in Finlandia
- in Brasile (Dominados Pelo Ódio)
- in Italia (La legge del mitra)
- in Venezuela (La ley de las armas)
- in Francia (Mitraillette Kelly)
- in Grecia (O gangster me to mystiriodes aftomato, traslitterato)
- in Finlandia (Verinen viikonloppu)

## Promozione
La tagline è: "Without His Gun He Was Naked Yellow!".

## Critica
Secondo il Morandini La legge del mitra è una produzione di serie B solamente per il budget limitato perché il film può vantare un "ritmo spiccio", "una rievocazione ambientale che procede per rapide allusioni, per sintesi" e la figura di Kelly quale "personaggio credibile nella sua paura organica e una tetra visione della vita".

## Curiosità
Il manifesto del film è presente nel Jack Rabbit Slim's in Pulp Fiction. Il manifesto è anche presente per pochi secondi in una scena del film Agenzia rompiballe (Screwballs, 1983).
Nelle locandine italiane il protagonista è presentato come "Mitragliatrice Kelly", mentre nel doppiaggio italiano viene chiamato, come in originale, "Machine-Gun Kelly".